# Buranovo, Udmurtien

Buranovo (ryska: Бура́ново; udmurtiska: Брангурт) är en by i Udmurtien i Ryssland. Den tillhör Buranovskoje Selskoje Poselenije, en administrativ enhet av landsbygdskaraktär. Folkmängden uppgick till 658 invånare i början av 2011.